# Charlotte Mary Yonge

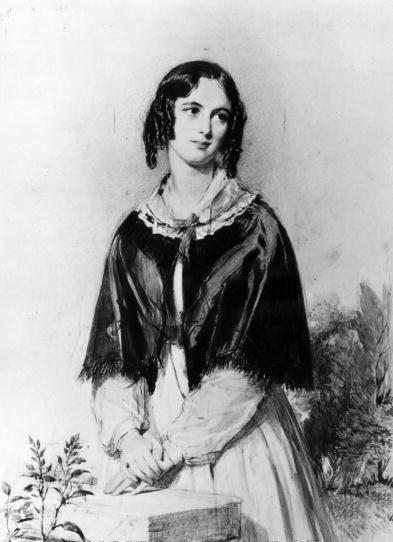
Charlotte Mary Yonge (ungefähr 1845)

Charlotte M. Yonge mit 35 Jahren, fotografiert von ihrem Onkel Duke Yonge (1858)

Charlotte Mary Yonge mit 75 Jahren (1898)

Charlotte Mary Yonge (* 11. August 1823 in Otterbourne in Hampshire; † 24. Mai 1901 ebenda) war eine englische Schriftstellerin des Viktorianischen Zeitalters.

## Leben
Charlotte wurde im Otterbourne House, im Dörfchen Otterbourne, in der Nähe von Winchester, geboren. Ihr Vater war der Sohn eines Pastors, William Crawley Yonge (1795–1854) war ein Armee-Offizier im Ruhestand und Friedensrichter, ihre Mutter Frances Mary Bargus (1795–1868). Ihr Bruder Julian wurde im Januar 1830 geboren.
Die fromme Familie entstammte einer Reihe priesterlicher Vorfahren und zu ihrer ausgedehnten Verwandtschaft zählten viele Personen. Die junge Charlotte führte ein abgeschiedenes Leben, das sich auf Familienmitglieder und deren nahe stehende Freunde beschränkte. Sie verlebte eine glückliche Kindheit, in der Müßiggang nicht zu finden war.
Sie wurde von ihren Eltern zu Hause unterrichtet in Latein, Griechisch, Französisch, Arithmetik – Geschichte und Biologie waren ihre Lieblingsfächer. Sie liebte auch das Malen und Zeichnen. Wenn sie mit ihren Eltern nach London reiste, sammelte sie Material in der Bücherei von London für ihre Artikel. Im Alter von 7 Jahren begann sie damit, andere Kinder in der Sonntagsschule zu unterrichten, die ihre Eltern für die Armen im Ort 1824 eingerichtet hatten. Sie schrieb dafür Geschichten (einschließlich ihrer Tante-Charlotte-Reihe).
Ihr Vater hatte starken Einfluss auf ihr Schreiben mit seinem Glauben, dass Frauen streng nach dem christlichen Moral-Codex geleitet werden müssten.
1841 begann sie mit der Veröffentlichung ihrer ersten Werke, die zumeist von einer christlichen Grundeinstellung geprägt sind und häufig erzieherischen Charakter aufweisen.
Die Kirche von Otterbourne wurde als unzureichend für die Gemeinde von Hursley angesehen, als John Keble, einer der Begründer der Oxfordbewegung, zum neuen Vikar ernannt wurde. Ihr Vater und Keble beauftragten einen Architekten aus Winchester, Owen Carter, mit dem Kirchenbau, und weil ihr Vater ein Bewunderer der Kathedrale von York war, nahmen sie diese als Vorbild für den Bau der neuen St.-Matthew’s-Kirche. Der erste Stein für den Bau wurde in der Pfingstwoche 1837 von Charlottes Bruder Julian gelegt. Eine Schule für Jungen sollte auch auf dem Kirchengelände entstehen und ein größerer Raum der Mädchenschule hinzugefügt werden. Ein Teil der Baukosten sollte durch einen Basar in Winchester eingenommen werden und mit Charlottes erstem Buch The Chateau de Melville, das die Leute für den guten Zweck kauften, obwohl es nur Übungen und Übersetzungen der französischen Sprache zum Inhalt hatte.
Keble bereitete Charlotte auf ihre Konfirmation vor und sowohl ihr Vater als auch Keble halfen ihr beim Schreiben, indem sie konstruktive Kritik anboten und bei der Veröffentlichung halfen. Viele Freunde von Keble aus seiner Zeit in Oxford besuchten die Yonges, einschließlich Vikar Charles Dyson. Seine Schwester, Marianne Dyson, war auch Schriftstellerin und wurde bald Charlottes Freundin und Mentorin. John Taylor Coleridge, ein entfernter Verwandter, mit seinen vier Töchtern, die in etwa Charlottes Alter hatten, gehörten auch zu den regelmäßigen Besuchern.
The Heir of Redclyffe, ihr Buch, das 1853 erschien, war einer der erfolgreichsten Romane des Jahrhunderts und konnte es hinsichtlich der Popularität mit den Werken von Charles Dickens und William Makepeace Thackeray aufnehmen. Heute würden wir es als „Bestseller“ bezeichnen.
Sie wurde eingeladen, Mitherausgeber von The Monthly Packet zu werden, das mit seiner Veröffentlichung 1851 begann und sich bis 1899 hielt. Viele von Charlottes Novellen wurden hierin in Serie gedruckt und sie etablierte sich als die erste populäre Zeitung für Teenager. Sie war über 40 Jahre Herausgeberin dieses Magazins.
Während Charlottes Bruder im Krimkrieg diente, starb plötzlich 1854 ihr Vater an einem Schlaganfall. Charlotte hatte ihren Vater verehrt und auf seine Führung vertraut, so dass sie über seinem Tod untröstlich war.
Julian war krank und wurde aus der Armee entlassen und das Otterbourne Haus wurde zu klein für Julian mit seiner Familie. Also zog Charlotte mit ihrer Mutter 1862 in das Haus Elderfield, nahe der Kirche. Charlotte nahm das Eckzimmer, mit Blick auf die Straße und Kirche.
Am 29. März 1865 verstarb ihr zweiter Mentor, John Keble. Ihre Trauer war groß, aber sie fuhr fort, alle ihre Energie ins Schreiben zu geben und hohe moralische Werte zu unterrichten, indem sie den Fokus auf die jungen Mädchen richtete, und sie vorbereitete, gute Ehefrauen und Mütter zu werden.
Sie war eine ungemein produktive Schreiberin und verfasste über 200 Werke, die von einer großen Leserschaft aufgenommen wurden.
Charlotte Yonge starb am 24. März 1901. Sie ist auf dem Friedhof an der Ostseite der Otterbourner Kirche begraben, umgeben von ihrer Familie. Ihr Grab ist markiert mit einer Marmorplatte und einem Kreuz. John Keble fand seine letzte Ruhe in der Nähe.

## Werke (Auswahl)
- The Heir of Redclyffe, 1854
- Heartsease, 1854
- The Daisy Chain, 1856
- The Young Stepmother, 1861
- A History of Christian Names, 1863
- A Book of Golden Deeds, 1864
- The Dove in the Eagle's Nest, 1866
- Life of John Coleridge Patteson, 1873
- Pioneers and Founders or Recent Workers in the Mission Field, London 1874
- Love and Life, 1880
- Aunt Charlotte's Stories of American History,  1883
- The Victorian Half Century, 1887
- Hannah More, 1888
- John Keble's Parishes – A History of Hursley and Otterbourne, 1898
- Modern Broods, 1900